# Ga Shin-Onomichi
Shin-Onomichi Station (新尾道駅 Shin-Onomichi-eki, lit. "Ga Onomichi mới") là một nhà ga đường sắt trên tuyến Sanyo Shinkansen ở Onomichi, Hiroshima, Nhật Bản, do West Japan Railway Company vận hành.

## Tuyến
Ga Shin-Onomichi phục vụ tuyến Sanyo Shinkansen từ Shin-Osaka ở phía đông đến Hakata ở phía tây.

## Các ga lân cận
| «                | «                | Dịch vụ          | »                | »                |
| Sanyo Shinkansen | Sanyo Shinkansen | Sanyo Shinkansen | Sanyo Shinkansen | Sanyo Shinkansen |
| ---------------- | ---------------- | ---------------- | ---------------- | ---------------- |
| Fukuyama         | Fukuyama         | -                | Mihara           | Mihara           |